# Vincent Spano
Vincent M. Spano (Nueva York; 18 de octubre de 1962) es un actor estadounidense. 
Spano nació en Brooklyn, Nueva York, hijo de padres de origen italiano. En 1976 debutó en el teatro en la obra The Shadow Box en el Long Wharf Theatre y en Broadway. Su debut en el cine fue en The Double McGuffin (1979).
Ha trabajado en varias películas de Hollywood, como Baby It's You y City of Hope (de John Sayles), La ley de la calle (de Francis Ford Coppola), ¡Viven!, The Rats y Creator. En The Black Stallion Returns (1983) interpretó al joven y apuesto Raj, que regresa a casa desde la universidad para competir en una carrera de caballos. También protagonizó el filme Good morning, Babilonia escrito y dirigido por Vittorio y Paolo Taviani, y Alphabet City, donde interpreta un joven gánster de ascendencia italiana que controla su propio barrio bajo las órdenes de la mafia. Recientemente ha tienido un papel recurrente en la serie Law & Order: Special Victims Unit, desde la octava temporada.
Tiene un hijo llamado Aljosha (nacido el 29 de junio de 1984), con la actriz Nastassja Kinski.